# Pângărați (gmina)
Pângărați – gmina w Rumunii, w okręgu Neamț. Obejmuje miejscowości Oanțu, Pângărați, Pângărăcior, Poiana, Preluca i Stejaru. W 2011 roku liczyła 4672 mieszkańców.